# Фільтраційна сила
Фільтраційна сила - сила, напрямлена вздовж лінії току (за течією) і дорівнює геометричній різниці двох сил: 
- а) сили механічного (силового) впливу з боку фільтраційної рідини на змочену поверхню скелета пористого тіла (який обмивається рідиною, що рухається в порах); ця сила є головним вектором усіх елементарних сил гідромеханічного тиску й тертя, прикладених до змоченої поверхні скелета пористого тіла;
- б) вертикальної сили "гідродинамічного зважування" даного об'єму пористого тіла, визначеної відповідно за законом Архімеда (в припущенні, що рідина перебуває в стані спокою).